# Xexuão (província)
Xexuão é uma província marroquina que pertence administrativamente à região de Tânger-Tetuão-Al Hoceima. A sua capital é a cidade de Xexuão. Histórica e culturalmente faz parte do país de Jebala. 

## Características geográficas
Superfície: 3 339 km²
População total: 457 432 habitantes (em 2014)
Densidade populacional: 137 hab./km²

## Limites
Os limites administrativos da província são:
- Noroeste pela província de Tetuão.
- Nordeste com o Mediterrâneo.
- Leste pela província de Al Hoceima.
- Oeste pela província de Larache.
- Sudeste pela província de Taounate.
- Sudoeste pela província de Ouezzane

## Clima
O clima é quente e temperado, sendo classificado como Csa segundo Köppen e Geiger. 16,6 °C é a temperatura média. A média anual de pluviosidade é de 880 mm.

## Paisagem geográfica
A província é predominantemente montanhosa, sendo as principais montanhas:
- Jbel Tizouka localizada junto da cidade de Xexuão.[4]
- Jbel Bouhalla localizada cerca de vinte quilómetros a leste da cidade de Xexuão[5].

## Demografia

### Evolução populacional
O crescimento populacional na província foi o seguinte:
| 2004    | 2014    |
| ------- | ------- |
| 422 891 | 457 432 |

## Organização administrativa
A província está dividida em um município e cinco círculos (que por sua vez se dividem em 27 comunas).

### Os municípios
Os municípios são divisões de caráter urbano.
| Municípios | Área (em km²) | Habitantes (em 2014) |
| ---------- | ------------- | -------------------- |
| Xexuão     | 10,4          | 42 786               |

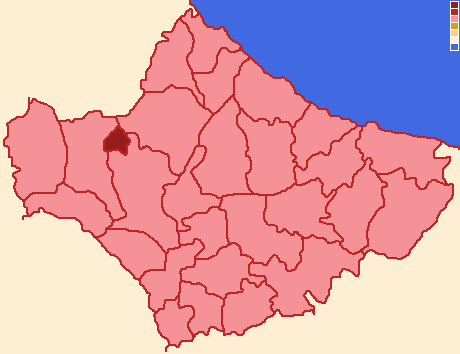
Município de Xexuão.

### Os círculos
Os círculos são divisões de caráter rural, que por sua vez se dividem em comunas.
| Círculos   | Habitantes (em 2014) | Comunas                                                                          |
| ---------- | -------------------- | -------------------------------------------------------------------------------- |
| Bou Ahmed  | 102 247              | Bni Bouzra, Bni Mansour, Bni Selmane, Steha, Talambote, Tassift, Tizgane         |
| Bab Taza   | 101 406              | Bab Taza, Bni Darkoul, Bni Faghloum, Bni Salah, Derdara, Fifi, Laghdir, Tanaqoub |
| Jebha      | 78 049               | Amtar, Bni Rzine, Bni Smih, M'tioua, Ouaouzgane                                  |
| Bab Berred | 77 641               | Bab Berred, Iounane, Tamorot                                                     |
| Bni Ahmed  | 55 303               | Bni Ahmed Cherqia, Bni Ahmed Gharbia, Mansoura, Oued Malha                       |

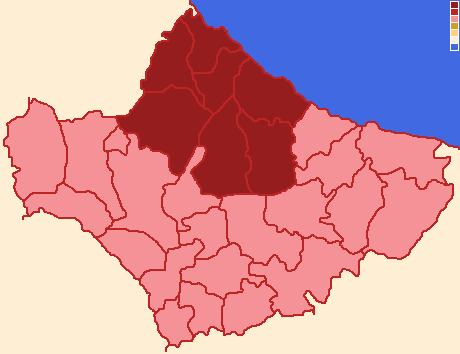
Círculo de Bou Ahmed
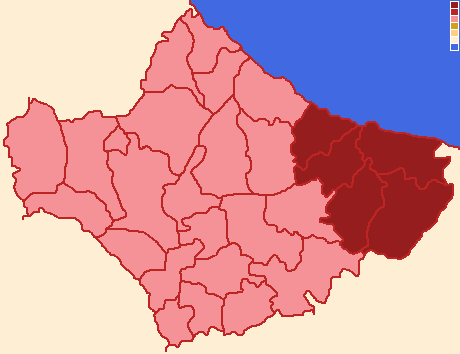
Círculo de Jebha
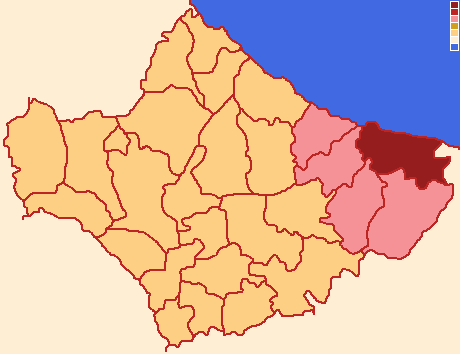
Comuna de M'tioua
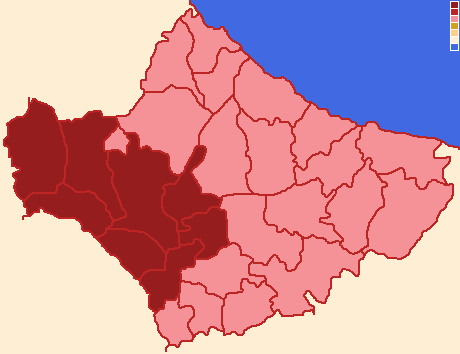
Círculo de Bab Taza
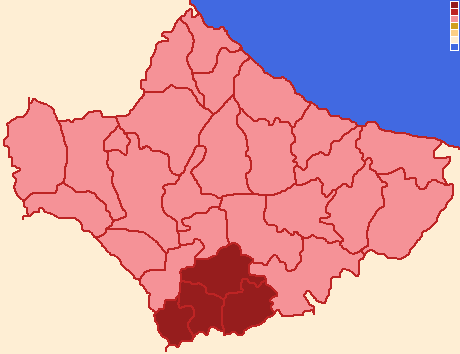
Circulo de Bni Ahmed
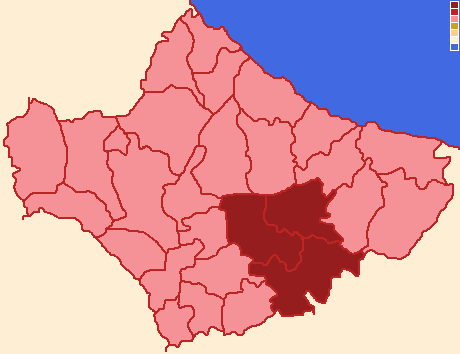
Círculo de Bab Berred

#### As comunas
Os comunas são divisões de caráter rural, que se agrupam em círculos.
| Comuna            | Círculo    | Área (em km²) | Habitantes (em 2014) |
| ----------------- | ---------- | ------------- | -------------------- |
| Bab Taza          | Bab Taza   | 200           | 28 713               |
| Bni Selmane       | Bou Ahmed  | 163           | 24 217               |
| Bni Rzine         | Jebha      | 132           | 20 904               |
| Bni Mansour       | Bou Ahmed  | 71,4          | 20 811               |
| Bni Smih          | Jebha      | 117           | 16 987               |
| Ouaouzgane        | Jebha      | 165           | 16 772               |
| Bni Bouzra        | Bou Ahmed  | 150           | 16 568               |
| Bni Darkoul       | Bab Taza   | 130           | 14 779               |
| M'tioua           | Jebha      | 144           | 12 812               |
| Tizgane           | Bou Ahmed  | 100           | 12 773               |
| Steha             | Bou Ahmed  | 94            | 12 034               |
| Derdara           | Bab Taza   | 92            | 11 547               |
| Bni Salah         | Bab Taza   | 78            | 11 365               |
| Amtar             | Jebha      | 98            | 10 574               |
| Bni Faghloum      | Bab Taza   | 92,3          | 10 378               |
| Tanaqoub          | Bab Taza   | 200           | 9 236                |
| Talambote         | Bou Ahmed  | 166           | 8 481                |
| Fifi              | Bab Taza   | 106           | 8 104                |
| Tassift           | Bou Ahmed  | 162           | 7 363                |
| Laghdir           | Bab Taza   | 125           | 7 284                |
| Bab Berred        | Bab Berred | 95            | 25 872               |
| Iounane           | Bab Berred | 165           | 25 021               |
| Tamorot           | Bab Berred | 164           | 26 748               |
| Bni Ahmed Cherqia | Bni Ahmed  | 52,2          | 12 866               |
| Bni Ahmed Gharbia | Bni Ahmed  | 48,4          | 12 978               |
| Mansoura          | Bni Ahmed  | 92,3          | 15 820               |
| Oued Malha        | Bni Ahmed  | 128           | 13 639               |